# Mandado de segurança
O Mandado de Segurança é um remédio jurídico, ação constitucional, prevista no artigo 5º nos incisos LXIX e LXX da Constituição Federal brasileira, regulado com mais detalhamento na Lei 12.016 de 2009. Por definição, essa é uma medida que tem como objetivo a proteção de direito líquido e certo, ou seja, aqueles demonstrados de plano por meras provas documentais pré-constituídas, direitos evidentemente existentes, (exceto aqueles à liberdade de locomoção e ao acesso à informação própria, já defendidos, respectivamente, por habeas corpus e habeas data). Este amparo pode ser requisitado por qualquer pessoa (física ou jurídica) que tenha receio ou efetiva violação deste, devido a ilegalidade ou abuso de poder praticado por autoridade pública ou por agente de pessoa jurídica no exercício de atribuições do Poder Público.

## Panorama Histórico: Origem e Evolução

### Influências Externas
A discussão sobre as garantia de direitos inicia-se na Europa medieval, mais especificamente na Inglaterra do Século XII. Naquele tempo, qualquer indivíduo que desejasse pedir justiça ao rei tinha a possibilidade de enviar-lhe uma solicitação de auxílio. Se considerada pertinente e fundada (ou seja, sendo de fato um direito líquido e certo em questão), essa solicitação possibilitava que o monarca(diretamente ou por meio de um chanceler), enviasse uma ordem escrita (writ) à autoridade local competente a fim de resolver o problema levantado pelo postulante.
Essa concepção, disseminada para os países Ibéricos, fez-se presente nas Ordenações Portuguesas, para futuramente serem incorporadas ao ordenamento do Brasil colônia. Vigentes  entre os séculos XIII e XIV, as Ordenações Afonsinas, por exemplo, expressando uma compilação dos costumes e normas vigentes na época, revelaram como a prática das seguranças já existia nesse período. Nestas, estabelecia-se que todos aqueles que temessem lesões a direitos eram capazes de pedir aos juízes locais que as fizessem seguras. Assim, atos protetivos eram emitidos pelos magistrados (em nome do rei), os quais eram registrados nas chamadas “cartas de segurança”. As Ordenações que seguiram (Manuelinas e Filipinas) mantiveram esta previsão legal, a qual foi aplicada no Brasil, que, por força de decreto imperial, continuou com esse sistema mesmo depois de sua independência.

### No Ordenamento Brasileiro
Diante tamanha influência externa, é evidente que a previsão do Mandado de Segurança esteve presente no ordenamento brasileiro antes mesmo se sua separação da então metrópole portuguesa, sendo oficialmente incorporado à Constituição Federal em 1934 (uma vez que em 1926 o limite do habeas corpus foi limitado, não mais protegendo os direitos e garantias individuais violadas pelo Poder Público). Limitado na Carta Constitucional de 1937, durante o Estado Novo (para que não fosse usado contra o Presidente, Ministros, Interventores e Governadores), o esse mandado foi reafirmado enquanto garantia constitucional em 1946, sendo mantido no Direito brasileiro desde então.
Na Constituição de 1967, o espectro de direitos abarcados por esta ação constitucional foi reduzido mediante a inclusão do termo “individual” no artigo 151, §21 em que estava disposto (ainda que a proteção adquirisse valor mais simbólico do que prático naquela conjuntura). Por outro lado, com a Constituição de 1988, fruto do processo de redemocratização, o Mandado de Segurança foi reincorporado em sua plena abrangência, deixando de restringir-se à proteção dos direitos individuais, abarcando, portanto os direitos coletivos, ambos previstos no artigo 5º, incisos LXIX e LXX, respectivamente.
Com isso, no artigo 5º da vigente Constituição Federal de 1988, lê-se:
“LXIX - conceder-se-á mandado de segurança para proteger direito líquido e certo, não amparado por habeas corpus ou habeas data, quando o responsável pela ilegalidade ou abuso de poder for autoridade pública ou agente de pessoa jurídica no exercício de atribuições do Poder Público;”
“LXX - o mandado de segurança coletivo pode ser impetrado por:
a) partido político com representação no Congresso Nacional;
b) organização sindical, entidade de classe ou associação legalmente constituída e em funcionamento há pelo menos um ano, em defesa dos interesses de seus membros ou associados;”.

## Requisitos de cabimento
Nos termos do artigo 1º da Lei 12.016/2009, o Mandado de Segurança, enquanto garantia para a tutela de direitos fundamentais, poderá ser impetrado (ou seja, poderá ser pedido) por qualquer pessoa mediante um contexto específico, no qual tem-se: (1) a existência de um direito líquido e certo violado ou ameaçado (este não passível de tutela por habeas corpus ou habeas data); (2) o risco ao direito líquido e certo decorrendo de ilegalidade ou com abuso de poder; (3) ameaça ou violação sendo praticadas, contra qualquer pessoa, por autoridade pública ou de agente de pessoa jurídica no exercício de atribuições do Poder Público.  

### Existência de Direito líquido e certo
Segundo Alfredo BUZAID, na obra Do mandado de segurança, é definido o conceito de “Direito líquido e certo” como a incontestabilidade do Direito, devendo este ser comprovado e documentado de plano (sem necessidade de dilação probatória), não restando assim dúvida quanto aos fatos em razão dessas provas pré-constituídas apresentadas pelo impetrante. Com isso, ainda que haja controvérsia sobre a interpretação de eventual norma jurídica, desde que os fatos estejam inquestionavelmente provados, o direito em discussão será líquido e certo. É importante ressaltar que, no que se refere ao mandado de segurança coletivo, o direito “liquido e certo” deve ser relacionado a direitos do grupo (ou de parte deste), mas nunca de meros direitos individuais. Desse modo, percebe-se que esta é uma expressão que deve ser analisada como um todo, devendo ser levado em consideração seu significado integral ao invés de uma restrita preocupação na busca o significado isolado dos termos “líquido” e “certo”. 
Com isso, percebe-se que esta é uma expressão para designar uma especial condição da ação para interpor o pedido, afinal, não é apenas uma exigência constitucional, mas uma condição específica própria dessa ação. Ademais, é possível sua interpretação meramente processual uma vez que determinado direito só poderá ser configurado enquanto líquido e certo se os fatos puderem ser provados de forma incontestável e certa no processo.

### Prática de ilegalidade ou abuso de poder
Para que um Mandado de Segurança seja impetrado, é necessário, também que a violação ou ameaça a Direito decorra exclusivamente de ilegalidade ou abuso de poder de autoridade. Com isso, vale ressaltar que “ilegalidade” consiste em qualquer violação ao ordenamento jurídico e ao próprio texto constitucional, enquanto “abuso de poder” remete à hipótese em que agentes estatais (ou agente de pessoas jurídicas no exercício de atribuições do Poder Público) extrapolam os limites inerentes às atividades por eles desempenhadas, tendo assim excesso ou desvio de poder, ou ainda comportamentos omissivos causadores de lesão ou ameaça de lesão a direito líquido e certo. 

### A impetrada: autoridade pública ou de agente de pessoa jurídica no exercício de atribuições do Poder Público
Em relação à ré impetrada, Carlos Alberto Menezes Direito, na obra “Manual do Mandado de Segurança”, considera autoridade o agente público dotado de capacidade de tomar decisões, seja ele integrante de qualquer dos poderes, representante, assim, da vontade do Estado em todas as esferas da Federação ao exercer uma parcela do Poder Público. Além disso, em decorrência do crescente processo de descentralização administrativa, enquadram-se como eventuais impetrados (ainda que não constituam oficialmente entes públicos) agentes de pessoa jurídica que exercem funções delegadas do Poder Público, sendo estes entidades de utilidade pública controladas pelo Estado. Vale ressaltar, porém, que é necessário que os atos emanados por estes agentes de pessoa jurídica possuam natureza de direito público, caso contrário, em práticas de natureza exclusivamente privada, não estarão sujeitos ao mandamus.

### Exclusões legais
Ainda que presentes todos os pré-requisitos citados acima, nem todos os casos dignos de mandado de segurança podem ser resguardados por este remédio constitucional. No caso, a legislação exclui a possibilidade dessa ação quando houver: (1) ato do qual caiba recurso administrativo com efeito suspensivo, ou seja, a possibilidade de recurso que faça com que este ato que não produza mais efeitos (acabando então com a eventual lesão a direito causado, tornando assim desnecessária esta ação constitucional); (2) decisão judicial da qual caiba recurso com efeito suspensivo, sendo esta uma situação em que mecanismos diferentes do mandado de segurança possam resolver o problema; e (3) decisão judicial transitada em julgado, ou seja, que se torna imutável ao ser configurada enquanto “coisa julgada” (cuja relevância para a segurança jurídica do ordenamento jurídico é de tamanha relevância que também é digna de proteção constitucional no inciso XXXVI do artigo 5º da Constituição, podendo ser revista apenas por ação rescisória).

## Espécies
Quanto ao dano ao direito líquido e certo, o Mandado de Segurança encontra-se dividido em duas espécies, podendo ser de cunho preventivo ou repressivo. Denomina-se mandado de segurança de espécie preventiva aquele que tem como objetivo impedir que ocorra uma lesão ou ofensa a um direito líquido e certo. Ou seja, o fato principal que enseja a impetração desta ação constitucional ainda não ocorreu, mas pode vir a ocorrer em caráter iminente.
Por outro lado, o mandado de segurança é de espécie repressiva quando sua propositura tem como objetivo a reparação de uma lesão já acontecida. Neste caso, a ofensa ou inobservância do direito líquido e certo está ocorrendo ou já ocorreu, de modo que o mandado de segurança estará voltado apenas à sua reparação, tendo o escopo, exatamente, de reprimir esta ofensa e garantir a efetivação do direito do impetrante, daí a razão de encaixar-se nesta espécie.
Além disso, quanto ao interesse tutelado, esta ação constitucional pode ser individual, em busca da proteção de direito líquido e certo de uma determinada pessoa (física, jurídica ou moral), ou coletivo, tendo em vista a proteção de grupos (não enquanto nova espécie de ação constitucional, e sim como uma nova modalidade do clássico Mandado de Segurança, mantendo suas características típicas, mas ampliando sua legitimação).

## Procedimento

### Parte legítima: Autor da ação constitucional
Primeiramente, é importante ressaltar que o Mandado de Segurança é uma garantia constitucional dos direitos de qualquer pessoa, entretanto, somente mediante a devida representação judicial que qualquer uma dessas poderá buscar proteção por essa ação (realçando, assim, a diferença entre legitimidade e capacidade postulatória). Quanto a estas legitimadas para a defesa de interesses individuais tem-se as pessoas físicas (brasileiras ou estrangeiras residentes no Brasil), jurídicas, e morais (como condomínios, massa falida, ou espólio). Além disso, em casos envolvendo vários indivíduos serão legítimos: (1) qualquer um dos envolvidos (quando o direito ameaçado ou violado couber a várias pessoas); (2) aquele que tem o exercício de seu direito líquido e certo assegurado somente mediante a proteção do direito de outro (impetrando assim o mandado em favor deste).
No que se refere à defesa de interesse coletivo (sendo cabível, portanto, Mandado de Segurança coletivo), serão partes legítimas os partidos políticos (com representação no Congresso Nacional), os quais deverão defender interesses legítimos relativos a seus integrantes ou à finalidade partidária (1). Ademais, são legitimadas as organizações sindicais (2), entidades de classe (3) e, associações legalmente constituídas (4) em funcionamento há, pelo menos, um ano (para evitar que sejam criadas artificialmente associações apenas para a propositura desta ação, sendo excetuada essa hipótese em casos de comprometimento do direito líquido e certo da associação). Com isso, é evidente que para o Mandado de Segurança coletivo a legitimidade é das próprias instituições, e não dos cidadãos, as quais atuarão em defesa dos direitos seja da totalidade ou de parte dos seus membros.

### Parte impetrada: Réu da ação constitucional
Passada a definição do autor da ação, é igualmente importante definir contra quem esta será proposta, ou seja, definir qual será a autoridade pública coatora que será a ré processada pelo mandado de segurança. No caso, é evidente que a autoridade, enquanto pessoa física, estará sempre atuando em nome da instituição pública (pessoa jurídica) à qual está subordinada. 
Desse modo, para que não haja dúvidas sobre quem será efetivamente processado (facilitando assim a atuação do autor), define-se que será impetrada a autoridade coatora que presenta a pessoa jurídica, esta poderá entrar no processo enquanto “terceiro interessado”. Com isso, ainda que somente a presença da autoridade coatora seja exigida, a pessoa jurídica que presenta deverá também ser indicada na petição inicial (documento que serve como instrumento para que se inicie o processo judicial, nesse caso, do mandado). É importante ressaltar que em caso de eventual erro na identificação da autoridade impetrada, devido à natureza constitucional desta ação, o juiz poderá requerer a correção do endereçamento pelo autor, o qual poderá resolver este problema por uma emenda (ou seja, de um documento à parte) à sua inicial. 
Além disso, deve-se lembrar somente será considerada uma autoridade aquele que tem o poder de decisão, de cassação de atos ou de adoção de medidas administrativas na instituição que presenta. Assim, será então aquela que promove diretamente (ou seja, que expede) o ato que diretamente lesou ou ameaçou de lesar o direito líquido e certo de alguém. Este ato poderá ser: (1) um ato administrativo complexo, quando há mais de uma autoridade expressando sua vontade na ação (todas tidas como rés); (2) ato administrativo composto, quando uma toma a decisão para determinado ato, ainda que só uma segunda homologue essa decisão (ou seja, assine para que possa efetivamente ser colocada em prática), sendo somente esta a responsabilizada; ou ainda (3) ato administrativo de colegiado, quando a coatora é o próprio colegiado, e não as pessoas físicas que os compõe.

### Onde ajuizar o Mandado de Segurança: Foro competente
Uma vez identificadas as partes que farão parte do processo, parte-se para a discussão sobre onde efetivamente será proposta essa ação constitucional, afinal, dependendo dos mais diversos fatores, determinados tribunais poderão ou não julgar um caso específico (ou seja, cada corte será competente para julgar causas de natureza específica). No caso do Mandado de Segurança, o critério para a definição do juiz competente será discutido a partir de quem é a autoridade coatora impetrada.
A princípio, o foro competente será definido pelo domicílio da autoridade coatora, entretanto, deve-se analisar primeiramente se essa autoridade tem foro por prerrogativa de função (mais conhecido por “foro privilegiado”), questão que afasta a regra já mencionada. Assim, será competente:
- O Supremo Tribunal Federal, nos termos do artigo 102, inciso I, alínea d, da Constituição Federal de 1988[3];
- O Superior Tribunal de Justiça, nos termos do artigo 105, inciso I, alínea b, da Constituição Federal de 1988[3];
- O Tribunal Regional Federal, nos termos do artigo 108, inciso I, alínea c, da Constituição Federal de 1988[3];
- A Justiça Federal, nos termos do artigo 109, inciso VIII, da Constituição Federal de 1988[3];
- A Justiça do Trabalho, nos termos do artigo 114, inciso IV, da Constituição Federal de 1988[3];

Apesar das expressas hipóteses acima citadas, alguns cuidados devem ser tomados. Primeiramente, no que se refere ao julgamento de Ministros de Estado no STJ, é importante ressaltar que em casos de colegiados presididos por Ministro, o ato impugnado não será exclusivamente deste único Ministro e sim do colegiado que ele representa, sendo então competente para o julgamento de ato advindo desse grupo a Justiça Federal de primeiro grau. Além disso, ainda que não explicitado pela Constituição Federal, será competente para o julgamento de juízes federais de Juizado Especial Federal a Turma Recursal deste juizado, a qual também processa e julga Mandados de Segurança impetrados contra juízes dessa própria Turma. Por fim,  em relação a atos do Procurador da República, também não mencionado no texto constitucional, segue-se a lógica de sua sujeição ao Tribunal Regional Federal usada em matéria criminal.

### Documentação necessária
Tendo em vista que o Mandado de Segurança é uma ação documental, a petição inicial com todos os dados discutidos anteriormente deverá seguir algumas determinações. Primeiramente, é importante ressaltar a petição deverá seguir todos os requisitos presentes no artigo 319 do Código de Processo Civil de 2015 brasileiro. Ademais, os documentos que comprovam os fatos que sustentam o direito líquido e certo em discussão devem ser anexados na documentação (exceto quando estiverem sob a posse de autoridade pública).
Outro ponto importante remete à necessidade da petição inicial e dos documentos serem apresentados em duas ou mais vias a fim de assegurar que possam ser enviadas cópias para os impetrados na citação (quando a autoridade ré é chamada ao processo). Nesse caso, a autoridade tem 10 dias para conceder esclarecimentos necessários sob sua perspectiva (não enquanto uma defesa propriamente dita), e, no que se refere à pessoa jurídica que esta presenta, será notificada para que tenha a opção de ingressar com a autoridade ou não no processo.

### Prazos
Apesar do direito líquido e certo ter sido efetivamente lesado ou ameaçado, o processo do mandado de segurança tem um prazo para que possa ser impetrado. Desse modo, em conformidade com a tradição legislativa nacional, a Lei 12.016/2009 (Lei do Mandado de Segurança) estipula um prazo de 120 dias para que essa ação constitucional seja ajuizada, período que começa a contar a partir da data do conhecimento do ato que lesou ou ameaçou o direito líquido e certo de alguém. Este prazo passa a ser contado a partir da data em que o impetrante obtém conhecimento do ato ou objeto a ser impugnado.
Entretanto, algumas situações excepcionais permitem a não aplicação dessa contagem, como em casos de mandado de segurança preventivo, mandado de segurança em face de omissão administrativa ou ainda ações envolvendo autores absolutamente incapazes. Com isso, ainda que seja um prazo decadencial (em uma verdadeira contagem regressiva de 120 dias até que o direito a esta ação constitucional deixe de existir), nos termos do §6º do artigo 6º da Lei 12.016/2009, permite-se a renovação do pedido de mandado de segurança, dentro do prazo decadencial, se o mérito não houver sido apreciado na decisão denegatória, ou seja, poderá ser estendido esse período caso o pedido do autor tenha sido negado, mas sem a justificativa do âmbito do Direito necessária para tanto (sem a apreciação do mérito).
Vale ressaltar que o impetrante do mandado de segurança poderá desistir da ação constitucional a qualquer tempo do processo sem a necessidade de concordância da ré ou da pessoa jurídica. Ademais, se o direito caducar ou se seu direito não for líquido e certo, o cidadão poderá utilizar uma ação judicial ordinária, pois o mandado é uma proteção com rito especial. A Lei 12.016/2009 veio atualizar as normas disciplinadoras do mandado de segurança abrindo a possibilidade de encaminhamento da petição inicial por telegrama, radiograma, fax ou outro meio eletrônico de autenticidade comprovada em casos de urgência.

### Medida liminar
Por fim, tendo sido apresentada toda a questão processual para o ajuizamento de um Mandado de Segurança anteriormente, surge então a necessidade de discutir sobre seu resultado. No caso, é de amplo conhecimento que o judiciário brasileiro é lento no julgamento de ações pelos mais diversos motivos. Com isso, tendo um vista que esta ação constitucional é impetrada mediante lesão ou ameaça de lesão a direito líquido e certo, a demora nesse processo pode causar danos irreversíveis a direito do autor da demanda. Diante desse contexto, podem ser concedidas medidas liminares no início do processo que visem afastar imediatamente esses perigos resguardando o direito líquido e certo tutelado (sob risco do Direito perecer) antes mesmo que se termine o julgamento desse processo. 
Estas medidas serão tutelas de urgência de natureza cautelar ou antecipatória. É importante ressaltar que para a concessão dessas medidas, deverão estar evidentes a plausibilidade do direito líquido e certo além do elevado potencial do perigo de demora ao direito em discussão. Caso não seja concedida, é cabível recorrer com um agravo de instrumento no próprio tribunal.
É permitido ao juiz conceder a cautelar sem a oitiva da parte contrária, desde que relevante o fundamento e do ato impugnado puder resultar a ineficácia da medida (artigo 7º, inciso III, da Lei nº 12.1016/2009), evidenciando o caráter excepcional desta medida com a postergação do exercício do direito ao contraditório pela autoridade impetrada (artigo 5º, LV, da Constituição Federal). Destaca-se que não é cabível medida liminar que tenha por objeto a compensação de créditos tributários, a entrega de mercadorias e bens provenientes do exterior, a reclassificação ou equiparação de servidores públicos e a concessão de aumento ou a extensão de vantagens ou pagamento de qualquer natureza (artigo 7º, § 2º, da Lei nº 12.016/2009).
Em casos envolvendo este tipo de tutela, geralmente é cobrado do autor uma caução, fiança ou depósito judicial, que pode vir a servir como indenização à ré prejudicada nos casos em que a ação é julgada improcedente (sendo assim favorável à ré de modo que nunca tivesse sido possível ou necessária a medida liminar à autora que, no final, não tinha razão). Entretanto, sendo uma ação constitucional, esta cobrança faculta ao juiz (podendo ele cobrar ou não). Vale ressaltar que no mandado de segurança coletivo, a liminar só será concedida após audiência com o representado judicial da pessoa jurídica cuja autoridade causou o dano. Ainda assim, eventuais legislações que limitem a concessão de medidas liminares (condicionando ações constitucionais como esta), só poderão ser aplicadas quando não houver comprometimento à tutela dos direitos resguardados pela ação.
Por fim, os efeitos de eventual medida liminar concedida somente poderão ser suspensos mediante pedido de suspensão dirigido ao Presidente do Tribunal competente para o julgamento do mandado de segurança. Para tanto, a pessoa jurídica de direito público que efetivar o pedido deve ser apresentar o manifesto interesse público com o intuito de “evitar grave lesão à ordem, à saúde, à segurança e à economia públicas” oriundos da medida cautelar. Não há um prazo específico para tanto, mas dever ser requerida o quanto antes uma vez que a grave lesão às premissas mencionadas não sejam lesionadas.

### Recursos: uma revisão do julgamento realizado
Uma vez terminado o julgamento, independente de seu resultado, será possível ajuizar recurso enquanto um pedido de revisão da decisão, entretanto, dependendo do resultado, este procedimento se dará por vias diferentes. Primeiramente, em decisões monocráticas (envolvendo um juiz apenas), é cabível agravo nos tribunais. Já em casos envolvendo órgãos colegiados (envolvendo o julgamento de um grupo de juízes), caso o pedido de segurança seja negado total ou parcialmente (ou quando o mérito da causa não for apreciado), a saída será continuar o processo por intermédio de recurso ordinário dirigido ao Tribunal Superior será a saída. Em contrapartida, sendo o pedido apreciado e concedida assim a ordem de segurança pelo magistrado, a ré impetrada poderá, presentes os pressupostos dispostos na Constituição Federal, interpor recurso extraordinário (dirigido ao STF) ou especial (dirigido ao STJ). 

### Execução: o resultado concreto do processo judicial
Uma vez proferida a sentença afirmando ou negando a existência do direito em discussão, ganhará este resultado o efeito de “coisa julgada material”, categoria decorrente da imutabilidade oficial da decisão, culminando na efetiva exteriorização de seus efeitos. Em outros termos, esta classificação assegura que não se possa alterar nem rescindida, podendo então começar a surtir seus efeitos. Vale ressaltar que no caso de mandado de segurança coletivo, tratando de direito individual homogêneo, só haverá coisa julgada quando o resultado do Mandado de Segurança for favorável aos direitos da coletividade.
Por fim, no que se refere ao efetivo efeito da decisão do mandado de segurança, tem-se como resultado o cumprimento da ordem de segurança pela autoridade coatora. Caso esta medida não seja obedecida, nos termos do artigo 26 da Lei 12.016/2009, a autoridade será responsabilizada penalmente pelo crime de desobediência, enquanto forma encontrada na legislação para assegurar o efetivo resultado no mundo dos fatos da sentença proferida.

## Estatísticas
Enquanto uma das principais ações constitucionais centenas de  processos de mandados de segurança são impetrados anualmente nas diversas cortes brasileiras. A seguir, segue uma breve apresentação estatística dos dados referentes a este remédio constitucional no país, números estes obtidos em documentação oficial disponibilizada no site dos tribunais analisados.

### Mandado de Segurança no Supremo Tribunal Federal
O Supremo Tribunal Federal, nos termos do artigo 102, inciso I, alínea d, da Constituição Federal de 1988, processa e julga originariamente “o mandado de segurança e o habeas data contra atos do Presidente da República, das Mesas da Câmara dos Deputados e do Senado Federal, do Tribunal de Contas da União, do Procurador-Geral da República e do próprio Supremo Tribunal Federal”.
Segundo dados disponibilizados na página oficial do STF, o atual acervo total de processos em tramitação na Corte (atualizado em 01/05/2018) é de 43.981 casos. Deste acervo, 28.055 são processos de classes recursais, 2.301 de Controle Concentrado, 5.910 de Classes criminais e 7.674 são outras ações originárias. Com isso, evidencia-se que 27,35% dos processos no STF são ações originárias, das quais 1.466 são mandados de segurança em tramitação (equivalendo a 19% dos processos dessa categoria).
No que se refere especificamente à classe das decisões monocráticas proferidas nesse tribunal, segundo página oficial do Supremo Tribunal Federal, tem-se: 
| Ano                                          | 2010   | 2011   | 2012   | 2013   | 2014   | 2015   | 2016   | 2017   | 2018   |
| Mandado de Segurança                         | 1.575  | 1.027  | 848    | 1.075  | 1.273  | 1.090  | 978    | 1.088  | 329    |
| Total de ações demais originárias            | 5.671  | 4.991  | 5.057  | 7.117  | 7.176  | 7.268  | 6.265  | 7.353  | 2.306  |
| Percentual de ações de Mandados de Segurança | 27,77% | 20,57% | 16,76% | 15,10% | 17,73% | 14,99% | 15,61% | 14,79% | 14,26% |

### Mandado de Segurança no Superior Tribunal de Justiça
O Superior Tribunal de Justiça, nos termos do artigo 105, inciso I, alínea b, da Constituição Federal de 1988, processa e julga originariamente “os mandados de segurança e os habeas data contra ato de Ministro de Estado, dos Comandantes da Marinha, do Exército e da Aeronáutica ou do próprio Tribunal.”. Segundo dados disponibilizados na página oficial do STJ, em 2017 o STJ recebeu 332.284 processos novos originários e recursais, aproximando a demanda do ano anterior de 335.825 processos, tendo sido proferidas no STJ 490.473 decisões terminativas, o que aproxima meio milhão de julgados e é o maior valor do histórico do STJ.
No que se refere aos mandados de segurança decididos e despachados pelos ministros presidente e vice-presidente em 2017, tem-se: para o presidente, de um total de 131.008 processos, 737 desta ação constitucional (equivalente a 0,56% do total); e para o vice-presidente, de um total de 15.099 processos, 88 desta ação constitucional (equivalente a 0,58% do total). Estes baixos números residem do fato do maior número de processos desta corte superior serem originários de agravos e recursos de julgados de tribunais inferiores, dados estes corroborados pela análise dos processos distribuídos e julgados por essa corte (incluindo suas diversas turmas) no período analisado:

## Jurisprudência sobre o tema
Tendo em vista o número de processos de mandados de segurança julgados anualmente, é notório que inúmeros são os julgados sobre o tema. Dentre estes, alguns receberam especial relevância culminando no estabelecimento de súmulas do Supremo Tribunal Federal nesta área, enunciados estes que representam o entendimento desta corte sobre os mais diversos aspectos de pontos específicos do o ordenamento brasileiro no que ser refere às ações de mandados de segurança. 
Dentre estes, tem-se, por exemplo: 
- Súmula 405, STF – “Denegado o mandado de segurança pela sentença, ou no julgamento do agravo dela interposto, fica sem efeito a liminar concedida, retroagindo os efeitos da decisão contrária.”. Discute-se neste enunciado como que os efeitos de medidas liminares (concedidas antes do efetivo julgamento da causa devido ao eventual perigo de demora deste) persistem até que a efetiva sentença da ação constitucional seja proferida a qual, se contrária ao concedido na liminar, faz com que seus efeitos deixem de surtir efeitos[14].

- Sumula 510, STF – “Praticado o ato por autoridade, no exercício de competência delegada, contra ela cabe o mandado de segurança ou a medida judicial”. Este enunciado foi resultado do questionamento acerca da definição de quem seria a impetrada (ré) no mandado de segurança, sobre o qual foi decidido na discussão do MS 30492 AgR, de relatoria do Ministro Celso de Mello (julgado em 27 de fevereiro de 2014), que seria de fato a autoridade enquanto pessoa física a ré do processo, e não a pessoa jurídica que presenta[15].

- Súmula 625, STF – “Controvérsia sobre matéria de direito não impede concessão de mandado de segurança”. Este enunciado foi resultado da discussão acerca do peso que a definição de um direito enquanto “líquido e certo” no plano fático tem na concessão do mandado de segurança (ainda que matéria de direito em debate seja complexa). Este entendimento foi reiterado no RMS 34103 AgR, de relatoria Ministro Celso de Mello (julgado em 6 de setembro de 2016)[16].

É relevante também a ADI-MC 223, ação que tratava da inconstitucionalidade da Medida Provisória 173/1990, norma esta que vedava a concessão de liminar referente a mandados de segurança e medidas cautelares. Como resultado, houve foi declarada inconstitucional a medida provisória, sendo revogados réus dispositivos, e revisto o posicionamento por ela defendido.

## Aplicação em outras nações
Diversos são os instrumentos jurídicos que asseguram a possibilidade de proteção de direitos em face de autoridades judiciais, discussão esta presente desde os primórdios da ideia de mandado de segurança, até os dias atuais. Denota-se, portanto, a presença desta premissa, por exemplo, no writ of mandamus advindo do direito anglo-americano, e no juicio de amparo, do direito mexicano.

### Direito anglo-americano: Writ of Mandamus
Na cultura jurídica norte-americana, vários são os remédios judiciais que revelam o poder mandamental do juiz herdado do Direito common law inglês, como por exemplo o mandamus, ação equivalente ao Mandado de Segurança do ordenamento civil law brasileiro. Segundo o Black’s Law Dictionary, Mandamus é “um mandado emitido por um tribunal para obrigar a execução de um determinado ato por um tribunal de primeira instância (lower court) ou por um funcionário ou órgão do governo, geralmente para corrigir uma ação anterior ou omissão de agir”. Esta ação é uma ordem judicial destinada a agentes públicos e privados para fazer algo ou restaurar o direito de alguém. Ademais, nota-se que o mandamus tem como objetivo remediar defeitos da justiça, recaindo sobre casos em que há direitos específicos mas nenhum remédio legal específico para assegurá-lo, providenciando, assim, resposta mais flexível às necessidades sociais.
Até o século XIX esta era uma ordem utilizada com o intuito de empossar ou restituir indivíduo privado de cargo público, como evidenciado no clássico caso Marbury v. Madison. Resumidamente, neste tem-se em discussão a posse do cargo de juiz de paz por William Marbury, o qual foi indicado e confirmado pelo Senado americano, mas que teve seu direito negado uma vez que não recebeu seu diploma de investidura para o exercício da função (pelo fato do novo governo não reconhecer as nomeações do presidente antecessor). Este magistrado impetrou então um writ of mandamus perante a Suprema Corte (presidida pelo antigo Secretário de Estado do governo Adams, John Marshall), pedindo que fosse confirmada sua nomeação para aquele cargo público).
Para além desta finalidade, a partir do século XIX, o mandamus começou a se utilizado de forma mais ampla assemelhando-se mais ao que temos no Brasil como mandado de segurança. Entretanto, essa proximidade se afasta substancialmente ao se levar em consideração o caráter essencialmente excepcional desta ação (definido pela Suprema Corte americana que estabeleceu algumas diretrizes para a regulação deste writ) pelo fato deste ser um processo mais demorado, fugindo da prática do “direito a um julgamento rápido” previsto na Emenda VI da Constituição Americana. Ainda assim, sabendo que o mandamus é uma ordem judicial para que um oficial de governo cumpra propriamente com suas obrigações legais do cargo ou que reverta um abuso de poder, a amplitude desta ação não pode ser negada, relacionando-se assim ao mandado de segurança e seu amplo leque de possíveis violações a direito “líquido e certo” em decorrência de ato de autoridade pública. 

### Direito mexicano: Juicio de Amparo
De natureza constitucional, o Juicio de Amparo, previsto tanto artigo 107, IV da Constituição Mexicana quanto em lei especial (a Ley de Amparo), é um importante instrumento de defesa do cidadão diante do Poder Público enquanto medida contra resoluções que causem dano irreparável por recursos ou outras ações específicas. Esta ação é, portanto, um meio de revisão judicial de práticas decorrentes do exercício do poder fornecido pelo sistema legal mexicano, que tem como objetivo a proteção dos direitos humanos e fundamentais quando são violados por normas gerais, atos ou omissões de autoridades ou de indivíduos indicados na lei. Desse modo, percebe-se que esta medida carrega consigo uma concepção bastante abrangente de proteção a direitos frente a atos abusivos de autoridades públicas assim como no Mandado de Segurança (ainda que seja mais restrito por ater-se à questão dos direitos humanos individuais e não à proteção da Constituição como um todo).
Com isso, é possível afirmar que o juicio de amparo baseia-se na ideia de limitação constitucional do poder de autoridades governamentais (e mais recentemente, de indivíduos quando seus atos se equiparam aos de autoridades), protegendo assim os direitos humanos e fundamentais garantindo a liberdade frente eventuais ações arbitrárias. Além de restaurar o particular cujos direitos fundamentais foram violados, por meio deste remédio constitucional é possível suspender a execução do ato abusivo questionado. A eficácia da medida em questão é também comparável ao Mandado de Segurança, cujo resultado é o cumprimento da ordem de segurança pela autoridade coatora (que caso não obedeça, será responsabilizada penalmente pelo crime de desobediência).